# Le Crime du Bouif (film, 1952)
Pour les articles homonymes, voir Le Crime du Bouif.
Pour plus de détails, voir Fiche technique et Distribution.
Le Crime du Bouif est un film français réalisé par André Cerf et sorti en 1952. Il fait partie de la série du Bouif.

## Synopsis
Un braconnier surnommé « Le Bouif » est accusé d'avoir assassiné son gendre, entraineur d'une écurie de chevaux à Maisons-Laffitte.

## Fiche technique
- Titre : Le Crime du Bouif
- Réalisation : André Cerf
- Scénario : André Mouëzy-Éon, d'après Georges de La Fouchardière
- Dialogues :  Guillaume Hanoteau
- Photographie : Pierre Petit
- Montage : Andrée Danis
- Musique : Richard Cornu
- Décors : Raymond Nègre
- Producteur : Pierre Braunberger
- Société de production et de distribution : Panthéon Productions
- Pays de production:  France
- Format :  35 mm - Noir et blanc - 1,37:1
- Genre : Comédie dramatique
- Durée : 85 minutes
- Date de sortie : France - 5 mars 1952

## Distribution
- Champi : Bricard, dit « Le Bouif »
- Pierre Jourdan : Exam, le gendre du Bouif
- Fernand Fabre : Xapiros, le propriétaire de l'écurie
- Jean Gaven : Michel
- Frédérique Nadar : Jacqueline, la fille du Bouif
- Catherine Erard : Gaby
- Robert Vattier : le juge d'instruction
- Luc Andrieux : un policier
- Henri Belly : le journaliste
- Charles Bouillaud : l’agent Balloche
- Claude Castaing
- Philippe Clay
- René Clermont
- Simone Duhart
- Cécile Eddy
- Max Elder
- René Hell
- Maurice Jacquemont : Boubou
- Yvonne Legeay
- Liliane Lesaffre : l’employée
- Jean-Pierre Lorrain
- Dominique Marcas
- Marcel Méral : le directeur de l'écurie
- Roger Rafal : le procureur
- Nicole Régnault
- Marcel Rouzé
- Alice Sapritch
- Robert Seller : le comte